# Tom Savage (giocatore di football americano)
Thomas Benjamin Savage, detto Tom (Springfield, 26 aprile 1990), è un giocatore di football americano statunitense che gioca nel ruolo di quarterback per gli Houston Texans della National Football League (NFL). Fu scelto nel corso del quarto giro (135º assoluto) del Draft NFL 2014. Al college giocò a football all'Università di Pittsburgh e alla Rutgers University.

## Carriera universitaria
Dopo aver iniziato a giocare a football presso la Cardinal O'Hara High School, Savage fu reclutato dagli Scarlet Knights della Rutgers University, con i quali divenne quarterback titolare già alla settimana 2 della stagione 2009, dopo che questi avevano perso la partita inaugurale di tale stagione. Egli condusse gli Scarlet Knights al record di 9-4, passando per 2.211 yard, 14 touchdown, lanciando solo 7 intercetti, statistiche queste che rappresentarono il miglior risultato di tutti i tempi per un freshman quarterback della Big East ed il miglior risultato stagionale fatto registrare da un freshman quarterback nel 2009 alla voce rapporto touchdown/intercetti. Egli disputò probabilmente il suo miglior incontro dell'anno nel St. Petersburg Bowl, vinto contro UCF, nel quale lanciò 14 passaggi completati su 27 per 294 yard e 2 touchdown. Al termine della stagione fu inoltre inserito nel All-American Freshman Team dalla Football Writers Association of America. L'anno seguente scese in campo in 6 partite partendo 4 volte come titolare e lanciando 43 passaggi completati su 83 per 521 yard e 2 touchdown. Ben presto però un infortunio alla mano lo tenne fuori, e le prestazioni del subentrato Chas Dodd bastarono a quest'ultimo per assicurarsi il posto da titolare nella cabina di regia degli Scarlet Knights, proprio a discapito di Savage che l'8 gennaio 2011 annunciò la sua intenzione di dire addio a Rutgers.
A distanza di un mese Savage annunciò il suo trasferimento presso l'Università dell'Arizona, operazione che secondo le regole NCAA gli sarebbe costata l'inoperatività durante la stagione 2011. Più tardi, sul finire del 2011, decise nuovamente di cambiare aria a seguito dell'ingaggio, da parte di Arizona, di Rich Rodriguez come nuovo capo-allenatore. Savage avrebbe voluto far ritorno a Rutgers ma, impossibilitato dai regolamenti NCAA, nel mese di giugno annunciò sul proprio profilo Twitter il suo approdo a Pittsburgh, dove fu redshirt (poteva allenarsi ma non disputare incontri ufficiali) nel 2012. Nel 2013, tornato a disputare una stagione intera a distanza di 3 anni, guidò i Panthers con 2.958 yard, 21 touchdown e soli 9 intercetti ad un record di 7-6 e alla vittoria nel Little Caesars Pizza Bowl.
Vittorie e premi al college
- All-American Freshman Team (2009)
- All-ACC Academic Team: 1

2013

## Carriera professionistica

### Houston Texans
Durante il corso del 2014 Savage scalò rapidamente i pronostici degli addetti ai lavori tanto da essere pronosticato come una scelta tra primo e secondo giro del draft 2014. Alla fine fu scelto nel corso del quarto giro come 135º assoluto dagli Houston Texans, con i quali il 15 maggio firmò il suo primo contratto da professionista, un quadriennale da 2,52 milioni di dollari di cui 300.584 garantiti alla firma. Debuttò come professionista subentrando nel secondo quarto della gara della settimana 15 contro i Colts, dopo che il quarterback titolare Ryan Fitzpatrick subì un infortunio alla gamba che lo tolse dai giochi per il resto della partita. La sua gara si concluse con 10 passaggi completati su 19 per 127 yard e un intercetto subito nel finale, mentre tentava di guidare Houston alla rimonta.
Nella stagione 2016, Savage fu la riserva del nuovo arrivo Brock Osweiler, firmato con un ricco contratto da Houston nella primavera precedente. Dopo diverse prestazioni deludenti, Savage lo sostituì nel corso del primo tempo della gara della settimana 15 contro i Jacksonville Jaguars, guidando la squadra da uno svantaggio di 13-0 alla vittoria per 21-20, completando 23 passaggi su 36 per 260 yard. Il giorno successivo, l'allenatore Bill O'Brien nominò Savage titolare per la gara della settimana 16 contro i Cincinnati Bengals, in cui passò 176 yard nella vittoria per 12-10, qualificando matematicamente Houston ai playoff.
Savage fu nominato quarterback titolare per l'inizio della stagione regolare 2017 ma la sua prima partita durò solamente un tempo prima di venire sostituito dal rookie Deshaun Watson mentre i Texans erano nettamente in svantaggio contro i Jacksonville Jaguars. Dopo quella prestazione negativa fu Watson ad essere nominato titolare per la gara del secondo turno contro i Cincinnati Bengals. Questi rimase in campo fino all'ottavo turno con prestazioni di alto livello ma un grave infortunio in allenamento lo escluse per il resto dell'annata, così Savage tornò ad essere nominato partente prima della settimana 9, perdendo in casa con gli Indianapolis Colts. La prima vittoria giunse contro gli Arizona Cardinals nell'undicesimo turno in cui passò 230 yard, un touchdown e subì un intercetto. Nella settimana 14 fu costretto a lasciare la partita contro i San Francisco 49ers a causa di una commozione cerebrale.